# Dolores County
Das Dolores County ist ein County im Südwesten des US-Bundesstaates Colorado. Der Verwaltungssitz (County Seat) ist Dove Creek.

## Geographie
Das County grenzt auf westlicher Seite an Utah und wird innerhalb von Colorado von Montezuma County im Süden, San Juan County im Osten und San Miguel County im Norden umschlossen.
Das Dolores County umfasst eine reine Gebirgslandschaft auf dem Colorado-Plateau der Rocky Mountains. Der Osten Dolores’ wird vollständig vom San-Juan-Gebirge durchzogen, in dem mit Dunton und der Kleinstadt Rico nur zwei kleinere Siedlungen liegen. In westliche Richtung folgt bis zum Dolores River, der den Bezirk in Nord-Süd-Richtung durchfließt, eine dichte Waldlandschaft, die zum San-Juan-Nationalforst erklärt wurde. Im Westen, eine vom Dolores bis zur Staatsgrenze zu Utah weniger bewaldete Region, liegt fern jeder anderen größeren Siedlung Dove Creek – mit rund 700 Einwohnern größte Stadt des Bezirks.

## Geschichte
Der nach dem Fluss Dolores River benannte Verwaltungsbezirk entstand im Jahr 1881 aus dem südwestlichen Teil des Ouray County, das seinerseits im Jahre 1877 aus dem größten Teil des San Juan County gebildet wurde. Von 1881 bis 1953 war Rico Verwaltungssitz.

## Demografische Daten

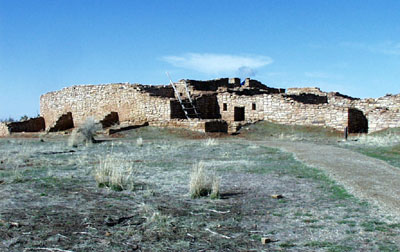
Das Lowry Pueblo

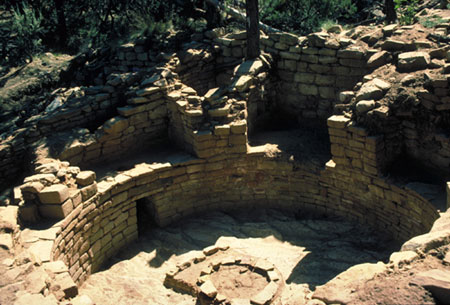
Ruinen des Canyons of the Ancients National Monument

Nach der Volkszählung im Jahr 2000 lebten im County 1844 Menschen. Es gab 785 Haushalte und 541 Familien. Die Bevölkerungsdichte betrug 1 Einwohner pro Quadratkilometer. Ethnisch betrachtet setzte sich die Bevölkerung zusammen aus 95,28 Prozent Weißen, 0,05 Prozent Afroamerikanern, 1,95 Prozent amerikanischen Ureinwohnern, 0,38 Prozent Asiaten, 0,05 Prozent Bewohnern aus dem pazifischen Inselraum und 0,60 Prozent aus anderen ethnischen Gruppen; 1,68 Prozent stammten von zwei oder mehr Ethnien ab. 3,85 Prozent der Bevölkerung waren spanischer oder lateinamerikanischer Abstammung.
Von den 785 Haushalten hatten 24,5 Prozent Kinder und Jugendliche unter 18 Jahre, die bei ihnen lebten. 57,7 Prozent waren verheiratete, zusammenlebende Paare, 8,5 Prozent waren allein erziehende Mütter. 31,0 Prozent waren keine Familien. 26,2 Prozent waren Singlehaushalte und in 10,4 Prozent lebten Menschen im Alter von 65 Jahren oder darüber. Die Durchschnittshaushaltsgröße betrug 2,35 und die durchschnittliche Familiengröße lag bei 2,82 Personen.
Auf das gesamte County bezogen setzte sich die Bevölkerung zusammen aus 21,9 Prozent Einwohnern unter 18 Jahren, 6,8 Prozent zwischen 18 und 24 Jahren, 26,3 Prozent zwischen 25 und 44 Jahren, 27,8 Prozent zwischen 45 und 64 Jahren und 17,1 Prozent waren 65 Jahre alt oder darüber. Das Durchschnittsalter betrug 42 Jahre. Auf 100 weibliche Personen kamen 107,2 männliche Personen, auf 100 Frauen im Alter ab 18 Jahren kamen statistisch 104,5 Männer.
Das jährliche Durchschnittseinkommen eines Haushalts betrug 32.196 USD, das Durchschnittseinkommen der Familien betrug 38.000 USD. Männer hatten ein Durchschnittseinkommen von 30.972 USD, Frauen 20.385 USD. Das Prokopfeinkommen betrug 17.106 USD. 13,1 Prozent der Bevölkerung und 10,2 Prozent der Familien lebten unterhalb der Armutsgrenze. Darunter waren 9,8 Prozent der Bevölkerung unter 18 Jahren und 18,3 Prozent der Einwohner ab 65 Jahren.

## Kultur und Sehenswürdigkeiten

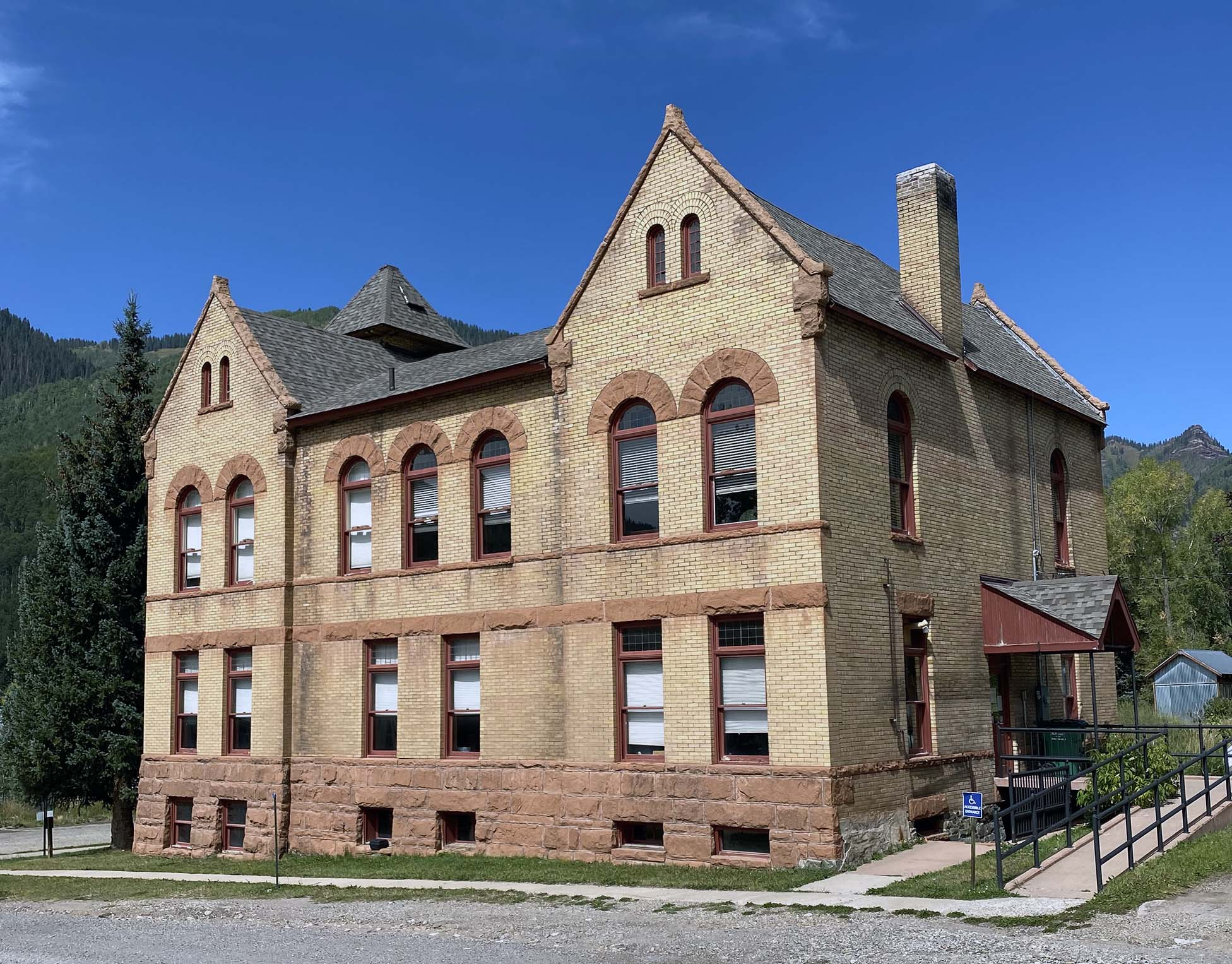
Das ehemalige Dolores County Courthouse, heute bekannt als Rico City Hall (2021). Das 1892 erbaute Gerichts- und Verwaltungsgebäude verlor 1946 seine ursprüngliche Funktion, als der County Seat verlegt wurde. Seit 1955 dient es als Rathaus von Rico. Im Dezember 1974 wurde das Bauwerk als erstes Objekt im County in das NRHP aufgenommen.

Fünf Bauwerke und Stätten des Countys sind im National Register of Historic Places („Nationales Verzeichnis historischer Orte“; NRHP) eingetragen (Stand 30. August 2022), darunter mit der Rico City Hall das ehemalige Courthouse des County.

## Orte im Dolores County
- Cahone
- Dove Creek
- Dunton
- Northdale
- Rico

## Flüsse
- Dolores River